# Omar Gaber
Omar Gaber (arabisch عمر جابر, DMG ʿUmar Ǧābir; * 30. Januar 1992 in Kairo) ist ein ägyptischer Fußballspieler, der seit September 2022 beim heimischen Al Zamalek SC unter Vertrag steht.

## Karriere
Gaber spielte in seiner Jugendkarriere bei al Zamalek SC. Im Juli 2010 wechselte er in die 1. Mannschaft und wurde 114 Mal eingesetzt. Mit Zamalek wurde er mehrmals Vizemeister und gewann den ägyptischen Pokal. Jedoch wurde er in seinen letzten drei Saisons bei Zamalek nur bis zur Hälfte eingesetzt und hat somit nicht sehr viel Anteil an den Vizemeistertiteln. Im Pokal jedoch wurde er meistens auch im letzten Spiel eingesetzt.
Am 10. Mai 2016 gab der FC Basel die Verpflichtung von Gaber bekannt. Unter Trainer Urs Fischer gewann Gaber am Ende der Meisterschaft 2016/17 den Meistertitel mit dem FCB. Für den Club war es der 8. Titel in Serie und insgesamt der 20. Titel in der Vereinsgeschichte. Sie gewannen auch den Pokalwettbewerb am 25. Mai 2017 mit drei zu null gegen Sion und somit das Double. 2018 wurde er an den amerikanischen Erstligisten Los Angeles FC verliehen. Dort machte er sieben Ligaspiele. Im Juli wurde er vom LAFC fest verpflichtet
Nur ein Tag nach dem festen Transfer zum LAFC kaufte der Pyramids FC, ein Erstligist aus Ägypten Gaber für rund eine Million Euro. In seinem Heimatland kam er gut rein in die dortige Liga und machte bis zur Corona-Krise 43 Ligaspiele und ein Tor für den Club. In der Saison 2020/21 erreichte er mit seiner Mannschaft das Halbfinale des CAF Confederation Cups, wo man gegen Raja Casablanca erst im Elfmeterschießen verlor.
Im September 2022 wechselte er innerhalb der Liga zurück zu seinem Jugendverein Al Zamalek SC.

## Nationalmannschaft
Gaber gab sein Debüt für die ägyptische U-20 am 17. April 2011 beim 2:0-Sieg gegen Lesothos U-20. Er erreichte im olympischen Fußballturnier 2012 in Großbritannien mit Ägypten das Viertelfinale. Er gab sein Debüt für die ägyptische Fußballnationalmannschaft am 3. September 2011 bei der 1:2-Niederlage im Qualifikationsspiel für den Afrika-Cup gegen Sierra Leone. Er war Teil des Kaders bei der Fußballweltmeisterschaft 2018 in Russland, in der Ägypten in der Gruppenphase nach Niederlagen gegen Russland, Uruguay und Saudi-Arabien als Letzter der Gruppe A ausschied. Gabr bestritt dort keine Partie und seitdem kommt er auch nur noch unregelmäßig zu weiteren Einsätzen.

## Erfolge
al Zamalek SC
- Egyptian Premier League: 2015
- Ägyptischer Pokalsieger: 2013, 2014, 2015

FC Basel
- Schweizer Meister: 2017
- Schweizer Pokalsieger: 2017